# Barcino (escultura)
Barcino es un conjunto escultórico situado en la plaza Nueva, en el Barrio Gótico de Barcelona (distrito de Ciutat Vella). Fue creado en 1994 por Joan Brossa.

## Historia y descripción

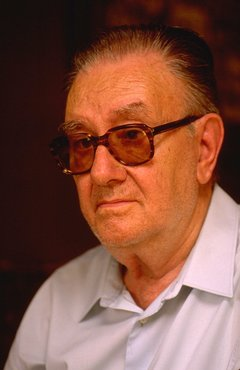
Joan Brossa

Joan Brossa i Cuervo (1919-1998) fue un artista polifacético y poeta en lengua catalana, de difícil encasillamiento. En sus inicios estuvo vinculado al surrealismo y formó parte del grupo Dau al Set, con Antoni Tàpies, Modest Cuixart, Joan Josep Tharrats, Joan Ponç y Arnau Puig. Este grupo, surgido a finales de los años 1940, pretendía renovar el panorama artístico catalán y desmarcarse del arte oficialista propugnado por la dictadura franquista, acercándose a las nuevas corrientes internacionales de vanguardia. Hasta 1956, fecha de la disolución del grupo, Dau al Set evolucionó desde un cierto surrealismo mágico hacia el informalismo más o menos abstracto. Posteriormente Brossa continuó su carrera en solitario, trabajando especialmente en un concepto que aglutinaba sus dos grandes pasiones, la poesía y el arte, a través de lo que él denominaba «poemas visuales», obras con un soporte material pero que evocaban un concepto inmaterial. Otras obras suyas en ese sentido en la ciudad de Barcelona fueron el Poema visual transitable en tres tiempos: Nacimiento, camino —con pausas y entonaciones— y destrucción, el Llagost del Colegio de Aparejadores y las Lletres Gimnastes de la calle de Rauric, así como la decoración de la fachada del teatro dedicado a su figura, el Espai Escènic Joan Brossa, en la calle Allada-Vermell (1998). Otras esculturas de Brossa en Barcelona son: El antifaz (1991), y el Monumento al libro (1994).
Barcino era el nombre romano de Barcelona. Parece provenir de un poblado ibérico denominado Barkeno, que se menciona en unos dracmas ibéricos del siglo II a. C. Esta forma evolucionó al latín Barcino cuando la ciudad fue fundada como colonia romana en el siglo I a. C. con el nombre de Colonia Iulia Augusta Faventia Paterna Barcino.
La escultura se encuentra en la plaza Nueva, situada frente a la Puerta Bisbal, antigua puerta Praetoria de la muralla romana de la ciudad, urbanizada en 1355 tras el derribo de varias casas para canalizar las aguas de la sierra de Collserola hasta la plaza de San Jaime. De aquí parte la avenida de la Catedral, donde se encuentra la Catedral de Barcelona. Fue durante la reforma de esta avenida en 1991, realizada por los arquitectos Màrius Quintana y Montserrat Periel, cuando se ideó la colocación de esta escultura y se encargó el proyecto a Brossa. Fue realizada en la Fundición Morral, en Sabadell, e inaugurada el 24 de abril de 1994.
La obra está concebida como un «ideograma corpóreo». Está formada por siete letras que forman el nombre Barcino, seis de bronce y una de aluminio (la N), colocadas en el pavimento de la plaza de forma diagonal al trazado de la antigua vía romana. Cada letra tiene una solución individualizada: la B tiene la forma de otras obras de la producción brossiana, donde es habitual al ser la inicial de su apellido; la A tiene forma de pirámide y tiene en su parte superior un acento grave según la versión catalana del nombre, Bàrcino; la R tiene forma de la tipografía mecanoscrita; la C presenta una forma de media luna; la I está marcada en bajorrelieve dentro de un rectángulo; la N tiene forma de velero e indica el norte; y la O tiene dibujado un sol, en alusión al Mediterráneo.